# Freestyle Roulette Mixtape
Freestyle Roulette Mixtape è un mixtape del rapper italiano Ensi, pubblicato il 23 maggio 2012 dalla Tanta Roba.

## Descrizione
Costituito da 10 tracce, Freestyle Roulette Mixtape ha visto la partecipazione di vari artisti appartenenti alla scena hip hop italiana, quali Salmo, Emis Killa e Clementino. Il mixtape contiene inoltre una bonus track, ovvero il brano Numero uno, che ha anticipato l'uscita del secondo album in studio di Ensi, Era tutto un sogno.
Il titolo è stato utilizzato dall'artista anche per la sua webserie da lui resa disponibile su YouTube.

## Tracce
1. King del freestyle – 1:44
2. Contro chi vuoi tu (Ensi vs. Nemico Immaginario) – 3:40
3. Black City Bitch (Ensi vs. Rayden) – 4:47
4. In italiano (Ensi vs. Dizionario) – 4:17
5. Dramming (Ensi vs. DJ 2P) – 2:03
6. Turn It Up (Ensi vs. Johnny Marsiglia) – 2:48
7. MPC Roulette (Ensi vs. Salmo) – 2:12
8. Fa paura (Ensi vs. Emis Killa) – 3:39
9. Italian Freestylers (Ensi vs. Kiave vs. Clementino) – 3:14
10. Novecento – 2:05

Traccia bonus nell'edizione di iTunes
1. Numero uno – 3:47